# Petroscirtes xestus
Petroscirtes xestus es una especie de pez de la familia Blenniidae en el orden de los Perciformes.

## Morfología
• Los machos pueden llegar alcanzar los 7 cm de longitud total.

## Reproducción
Es ovíparo.

## Hábitat
Es un pez de mar y de clima tropical y asociado a los  arrecifes de coral.

## Distribución geográfica
Se encuentra desde el África Oriental hasta las Islas de la línea, las Islas de la Sociedad, las Islas Marianas, el sur de la Gran Barrera de Coral y Micronesia.